# پیتر برابک-لتمیته
پیتر برابک-لتمیته، (به انگلیسی: Peter Brabeck-Letmathe) (زاده ۱۳ نوامبر ۱۹۴۴) کارآفرین، اقتصاددان و مدیر ارشد اجرایی اهل اتریش است، همچنین وی سابقه فعالیت در سمت  رییس هیئت مدیره شرکت نستله و رییس هیئت مدیره گروه فرمول یک  را دارد .
وی در فاصله سال‌های  ۲۰۰۱ تا ۲۰۰۸ نیز   مدیر عامل اجرایی نستله بوده است . برابک-لتمیته هم‌اکنون عصوی از  هیئت مدیره شرکت‌های کردیت سوئیس، لورئال و اکسان‌موبیل می‌باشد. همچنین وی عضو مجمع جهانی اقتصاد و  بنیاد میزگرد صنعتگران اروپایی می باشد و درآمد وی در سال ۲۰۰۶ حدود ۱۴ میلیون فرانک سوئیس برآورد میگردد